# 솔라리스 (2002년 영화)
《솔라리스》(영어: Solaris)는 2002년 개봉한 미국의 SF 드라마 영화이다. 스티븐 소더버그가 감독과 각본을 맡았으며, 스타니스와프 렘의 동명 소설이 영화의 원작이다.

## 출연

### 주연
- 조지 클루니
- 나타샤 맥켈혼
- 제레미 데이비스
- 비올라 데이비스
- 울리히 터커

### 조연
- 존 조
- 모건 러슬러
- 마이클 엔사인
- 엘피디아 칼리로
- 켄트 폴콘
- 로렌 콘

## 기타
- 공동제작: 마이클 폴레어
- 공동제작: 찰스 V. 벤더
- 미술: 필립 메시나
- 의상: 밀레나 카노네로
- 배역: 데브라 제인

## 같이 보기
- 솔라리스 (1972년 영화)